# バイヨーナ

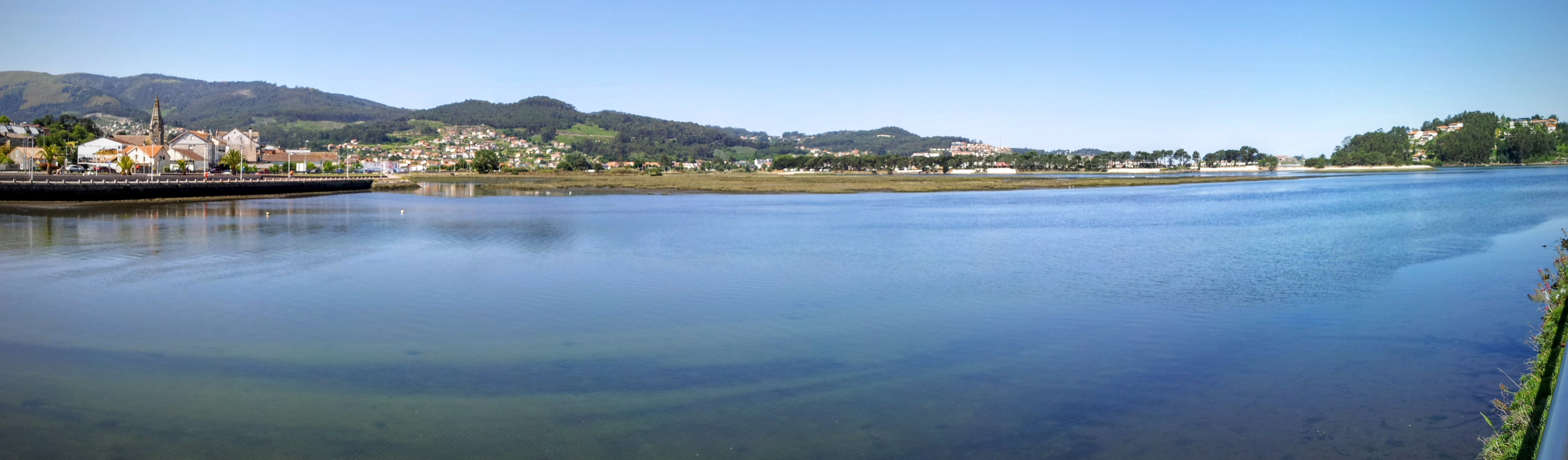
バイヨーナに近い入江

バイヨーナ（Baiona）はスペイン、ガリシア州、ポンテベドラ県の自治体で、コマルカ・デ・ビーゴに属する。ガリシア統計局によると、2012年の人口は12,063人（2011年：12,258人、2009年：12,091人）となっている。住民呼称はbaionés/-esa。カスティーリャ語表記はBayona（バヨーナ）。
ガリシア語話者の自治体人口に占める割合は93.35％（2001年）。

## 地理
バイヨーナは、ポンテベドラ県の西南部に位置し、コマルカ・デ・ビーゴに属する。北は大西洋、リア・デ・バイヨーナに面し、ニグランと、東はゴンドマールとトミーニョと、南はオイアの各自治体と接している、自治体の中心地区はバイヨーナ教区のバイヨーナ地区。
バイヨーナは最高地点600mを超える内陸部と、大西洋につながるリア（入江）に面した海岸部の二つの地域に分けられる。気候は温暖である。
バイヨーナはビーゴ司法管轄区に属す。

### 人口
自治体人口の25％は中心地区のバイヨーナ教区に居住している。
| バイヨーナの人口推移 1900－2010                         |
|                                                         |
| 出典:INE（スペイン国立統計局）1900年 - 1991年、1996年 - |

## 歴史
バイヨーナの創設は紀元前140年にさかのぼる。1201年5月7日アルフォンソ9世より、エリサーナと呼ばれていた名称をバイヨーナに変えるCarta Póboaが与えられた。1493年3月1日マルティン・アロンソ・ピンソンに率いられたピンタ号が寄港した。コロンブスの第1回目の航海の、スペインへの帰還で最初に寄港した港がバイヨーナの港であった。

## 経済
主要な経済は観光業で、特にパラドールは重要である。また農業は、自家用が多いものの、一部は出荷されている。水産業は、沿岸漁業と貝などの魚介類採集がおこなわれている。

## 政治
自治体首長はガリシア国民党（PPdeG）のヘスス・バスケス・アルムイーニャ（Jesús Vázquez Almuíña）、自治体評議員はガリシア国民党：10、ガリシア社会党（PSdeG-PSOE）：4、ガリシア民族主義ブロック（BNG）：2、ガリシア連合・進歩・民主主義（UPyD）：1となっている（2011年5月22日の自治体選挙結果、得票順）。
| 1999年6月13日自治体選挙 |        |        |          |
| 政党                    | 得票数 | 得票率 | 獲得議席 |
| PPdeG                   | 2,499  | 40.50% | 7        |
| VIB                     | 1,316  | 21.33% | 4        |
| PSdeG-PSOE              | 776    | 12.57% | 2        |
| BNG                     | 745    | 12.07% | 2        |
| ABI                     | 733    | 11.88% | 2        |

| 2003年5月25日自治体選挙 |        |        |          |
| 政党                    | 得票数 | 得票率 | 獲得議席 |
| PPdeG                   | 1,790  | 26.99% | 5        |
| PSdeG-PSOE              | 1,623  | 24.47% | 5        |
| VIB                     | 1,130  | 17.04% | 3        |
| CMÑ                     | 934    | 14.08% | 2        |
| BNG                     | 721    | 10.87% | 2        |
| PDB                     | 171    | 2.58%  | 0        |
| UBI                     | 171    | 2.58%  | 0        |

| 2007年5月27日自治体選挙 |        |        |          |
| 政党                    | 得票数 | 得票率 | 獲得議席 |
| PPdeG                   | 3,129  | 44.27% | 8        |
| PSdeG-PSOE              | 2,270  | 32.12% | 6        |
| BNG                     | 766    | 10.84% | 2        |
| CMÑ                     | 508    | 7.19%  | 1        |
| VIB                     | 279    | 3.95%  | 0        |

| 2011年5月22日自治体選挙 |        |        |          |
| 政党                    | 得票数 | 得票率 | 獲得議席 |
| PPdeG                   | 3,596  | 52.44% | 10       |
| PSdeG-PSOE              | 1,565  | 22.82% | 4        |
| BNG                     | 952    | 13.88% | 2        |
| UPyD                    | 557    | 8.12%  | 1        |

## 教区
バイヨーナは5つの教区に分けられる。太字は自治体中心地区のある教区。
- バイーニャ（サンタ・マリーニャ）
- バイヨーナ（サンタ・マリーア・デ・フォラ）
- バレード（サンタ・マリーア）
- ベレサール（サン・ロウレンソ）
- サンタ・クリスティーナ・ダ・ラマジョーサ（サンタ・クリスティーナ）